# Jenő Hubay

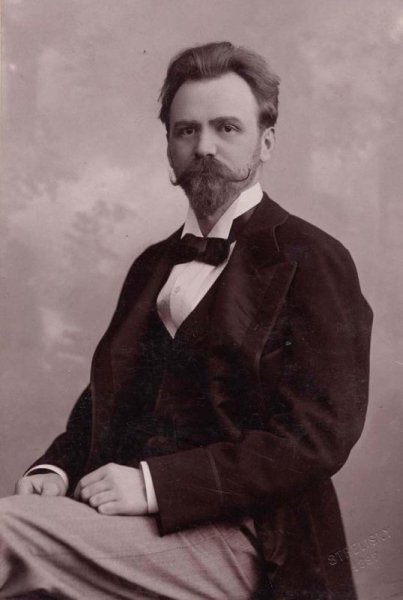
Jenő Hubay, 1897

Jenő Hubay von Szalatna [ˈjɛnøː ˈhubɒ.i], ursprünglich Eugen Huber (* 15. September 1858 in Pest, Kaisertum Österreich; † 12. März 1937 in Budapest, Königreich Ungarn) war ein ungarischer Violinist und Komponist.

## Leben
Er wuchs in einer deutschsprachigen Musikerfamilie auf. Sein Vater Karl Huber (1827–1885) stammte aus Warjasch, war Violinprofessor an der Budapester Musikakademie und Kapellmeister des dortigen Staatstheaters und hatte u. a. vier Opern und Vortragsstücke für die Violine komponiert.
Eugen Huber wurde zunächst von seinem Vater unterrichtet und ging 1873 nach Berlin, um bei Joseph Joachim zu studieren. Im Frühjahr 1876 beendete er sein Studium und kehrte nach Ungarn zurück. Hier freundete er sich mit Franz Liszt an und spielte mit ihm zusammen zahlreiche Aufführungen von Liszts 12. Ungarischer Rhapsodie und Beethovens Kreutzer-Sonate.
Im Mai 1878 reiste er auf Anraten von Franz Liszt nach Paris, wo er seinen Namen zur ungarischen Version Jenő Hubay änderte und als Violinvirtuose große Erfolge feierte. In den folgenden Jahren unternahm er erfolgreiche Konzerttourneen in Frankreich, England, Belgien, den Niederlanden und Ungarn. Kurz nach seiner Rückkehr lernte er in Paris Henri Vieuxtemps kennen. 1882 wurde ihm eine Professur für Violine am Konservatorium in Brüssel angeboten, ein Posten, den zuvor Vieuxtemps und Henryk Wieniawski innehatten. Hubay nahm die Berufung zur Hauptprofessur für Violine an.
Im Sommer 1886 kehrte er auf Bitten des Kultusministers nach Ungarn zurück, um den Posten seines Vaters zu übernehmen (Leiter der Violinenausbildung an der Budapester Musikakademie). Er wurde in Budapest sesshaft und tauschte sein Leben als ständig reisender Virtuose mit dem eines Komponisten und einer führenden Persönlichkeit des musikalischen Lebens in Ungarn. Am 21. Dezember 1888 spielte er mit Johannes Brahms die Uraufführung dessen 3. Violinsonate (d-Moll, op. 108) in Budapest aus dem Manuskript.
Von 1889 bis 1900 besaß er eine 1726 gebaute Stradivari, zu deren Vorbesitzern Paganini gehörte und die heute „die Hubay“ genannt wird. 1894 heiratete er die Gräfin Róza Cebrian.
Zusammen mit dem Cellisten David Popper gründete er 1896 das Hubay-Popper-Quartett, mit dem gemeinsam u. a. Johannes Brahms, Ernst von Dohnányi, Wilhelm Backhaus und Leopold Godowsky spielten. Es war für 30 Jahre eine der führenden Quartettformationen und diente anderen Quartetten als Vorbild wie dem Waldbauer-Kerpely-Quartett, dem Végh Quartett, dem Roth Quartett und dem Lener-Quartett.
Hubay schrieb vier Violinkonzerte. Das 3. Konzert g-Moll op. 99, veröffentlicht 1908, widmete Hubay seinem damals erst 14-jährigen Schüler Franz von Vecsey, der es auch uraufführte. In London und Berlin brachte er es zu großem Erfolg. Hubay 4. Violinkonzert op. 101 „Concerto all’antica“ wurde 1908 in Budapest uraufgeführt. Es hat barocke Formen in romantischer Orchestrierung.
1918 musste Hubay vorübergehend ins Exil gehen, im nächsten Jahr kehrte er in sein Palais zurück. In den 1920er Jahren organisierte er in seinem „Weißen Musiksalon“ jeden Sonntag legendäre Nachmittagskonzerte, bei denen viele Berühmtheiten seiner Zeit auftraten. Ab 1925 wurden die meisten dieser Konzerte im Radio übertragen, oft mit internationaler Reichweite.
Von 1919 bis 1934 war Hubay Direktor der Musikakademie. Er begründete eine der weltweit führenden Violinschulen.
Er wurde von Königen, Staatsoberhäuptern, Künstlern und Kirchenführern in ganz Europa eingeladen. Zu seinen Freunden zählten Mihály Munkácsy, Zsigmond Justh, Jules Massenet, Benjamin Godard, Felix Weingartner und Josef Krips.

## Schüler
Zu seinen Schülern gehörten Bram Eldering, György Garay, Stefi Geyer, Johanna Martzy, Ferenc Vecsey, Joseph Szigeti, Emil Telmányi, Eddy Brown, Jelly d’Arányi, Eugene Ormandy, Janos Koncz, Istvan Partos, Erna Rubinstein, Zoltán Székely, Ede Zathureczky, André Gertler, Wanda Luzzato, Barnabás von Géczy, Edith Lorand und Paul Godwin.

## Auszeichnungen
Im Jahr 1909 wurde Hubay geadelt. Er erhielt im Ausland mehrere Ehrendoktorwürden und 1930 erhielt er das neu gestiftete Matthias-Corvinus-Ehrenzeichen.

## Werke (Auswahl)
Als Komponist schuf er mehrere Opern, vier Sinfonien, vier Violinkonzerte, eine Orchestersuite, kammermusikalische Werke, Chöre und Lieder.

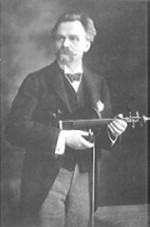
Jenő Hubay beim Galakonzert 1912 mit seiner Stradivari

- Szenen aus Csárda für Violine und Orchester, 1879–91
- Konzertstück für Cello und Orchester, 1884
- 1. Sinfonie B-Dur, 1885
- Aliénor, Oper, 1886–88
- Der Geigenmacher von Cremona, Oper, 1892
- Romantische Sonate für Violine und Klavier, 1894
- Der Dorflump, Oper, 1894–95
- Moorröschen, 1897–98
- Études concertantes für Violine, 1900
- Lavottas Liebe, Oper, 1904
- Die Venus von Milo, Oper, 1908–09
- Die Maske, Oper, 1909–10
- 2. Sinfonie c-moll, 1914
- Anna Karenina, Oper nach Leo Tolstoi, 1914
- Chorsinfonie Vita Nuova, 1921
- Petöfi-Sinfonie für Chor und Orchester, 1922
- Der selbstsüchtige Riese, Oper nach Oscar Wilde, 1933–34
- Csárdajelenet, Ballett, 1936
- Variationen über ein ungarisches Thema
- Zefir, für Violine und Klavier